# Естрюм
Естрюм (нід. Eestrum, фриз. Jistrum) — село в нідерландській провінції Фрисландія. Входить до муніципалітету Тіцьєркстерадел. Його населення станом на 2020 рік складало 920 осіб.